# 雷相卡

教堂

雷相卡是位於烏克蘭中部切爾卡瑟州茲韋尼霍羅德卡區的市級鎮，由雷相卡市鎮管轄，也是該市鎮的行政中心，亦曾為雷相卡區被撤銷前的首府。該鎮海拔高度160米，2023年人口7,300人。

## 外部連結
- http://lysyanskarada.ck.ua/（页面存档备份，存于）